# کانتون پیرنه کاتالان
کانتون پیرنه کاتالان یک بخش اداری از دپارتمان پیرنه-اورینتال در فرانسه جنوبی است. این در سازماندهی مجدد کانتون فرانسه ایجاد شد که در مارس ۲۰۱۵ اجرایی شد. مقر آن در پرد است.